# Arnold Engineering Development Complex

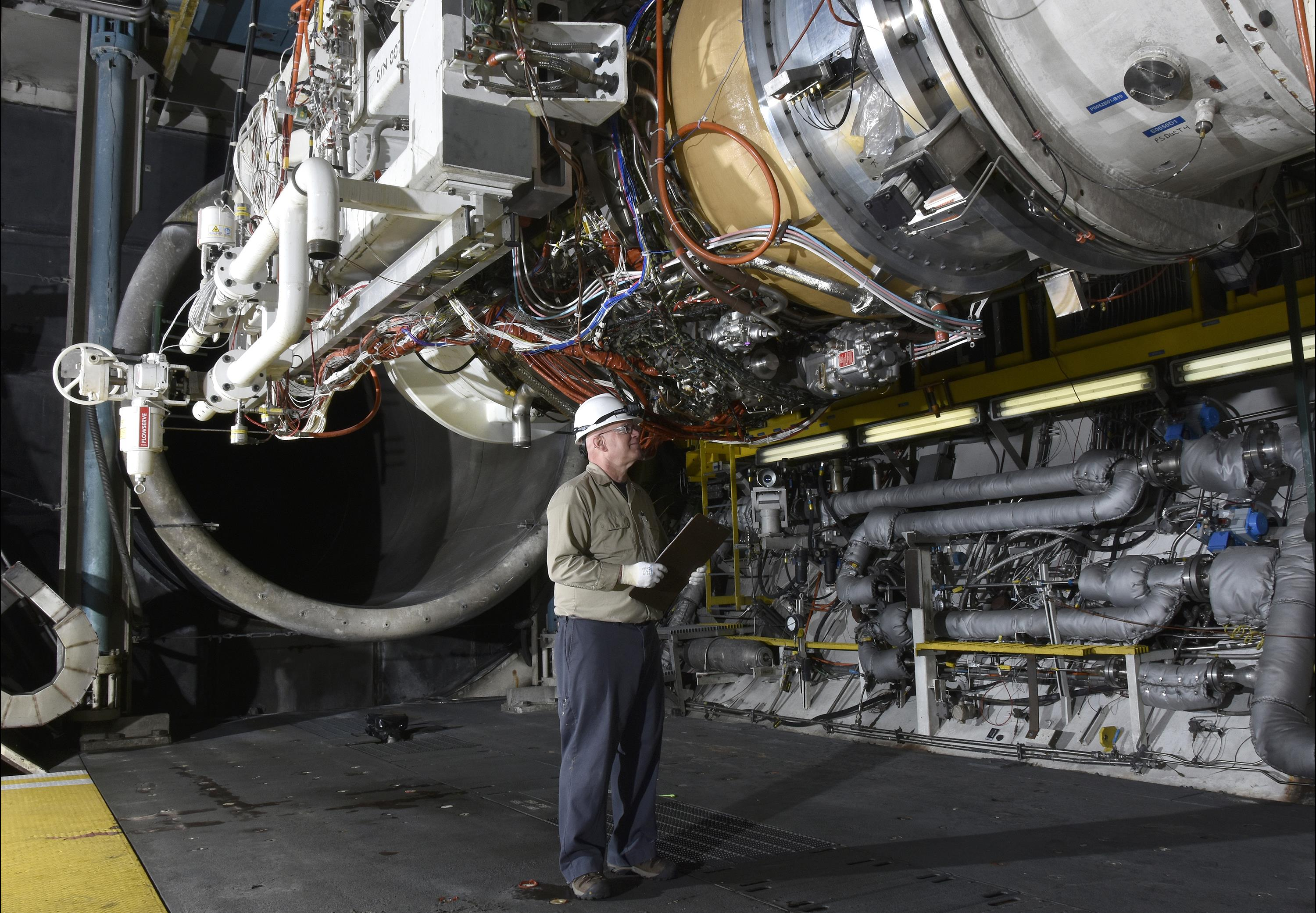
Test su un motore della General Electric effettuato presso l'AEDC

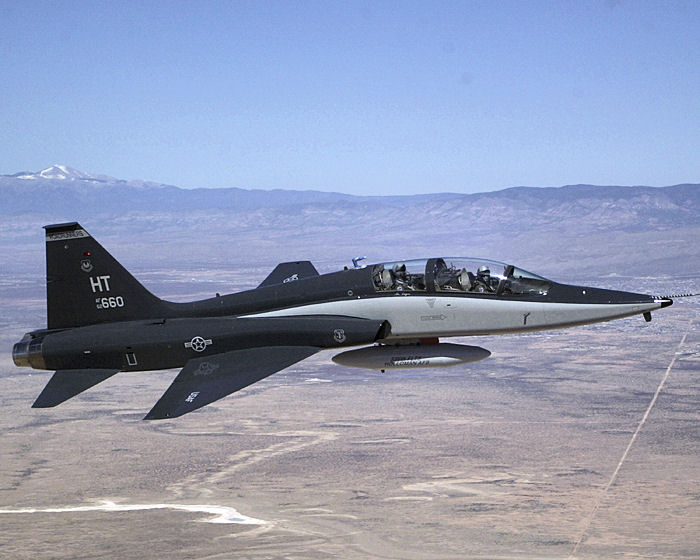
T-38C del 586th FLTS

L'Arnold Engineering Development Complex (AEDC) è un complesso di sviluppo ingegneristico dell'Air Force Materiel Command, inquadrato nell'Air Force Test Center. Il suo quartier generale è situato presso la Arnold Air Force Base, Tennessee.

## Missione
L'AEDC è il più grande ed avanzato complesso di strutture per la simulazione del volo. Esso opera con 32 gallerie del vento, banchi prova per razzi e motori a turbina, simulatori di ambienti spaziali, riscaldatori ad arco, poligoni balistici ed altre unità specializzate. In queste strutture si possono riprodurre condizioni di volo dal livello del mare fino a 500 km di quota e da velocità subsoniche fino a Mach 20.

## Organizzazione
Attualmente, al maggio 2017, il Complesso controlla:
- Test Operations Division[2]

La divisione è responsabile della programmazione, gestione, esecuzione e riporto di tutti i test e programmi di analisi e valutazione effettuati nelle gallerie del vento, banchi prova motore, camere di ambientazione spaziale, banchi prova missilistici, poligoni balistici, riscaldatori ad arco ed altre unità di prova del complesso. 
- Flight Systems Combined Test Force
- Hypersonic Systems Combined Test Force, situato presso la Edwards Air Force Base, California
- Hypervelocity Wind Tunnel 9 Combined Test Force, situato presso White Oak, Silver Spring, Maryland
- ICBM Combined Test Force
- McKinley Climatic Laboratory, situato presso la Eglin Air Force Base, Florida
- National Full-Scale Aerodynamics Complex Combined Test, situato presso il Centro di Ricerca Ames, Moffett Federal Airfield, California
- Space and Missile Combined Test Force
- Turbine Engine Combined Test Force
- Test Systems Sustainment Division
- Test Support Division
- 704th Test Group, codice HT, distaccato presso la Holloman Air Force Base, Nuovo Messico
  -  586th Flight Test Squadron - Equipaggiato con 4 T-38C e 1 C-12J
Pianifica, analizza, coordina e conduce prove in volo di sistemi d'arma ed avionica avanzati.
    - Detachment 1, distaccato presso il White Sands Missile Range, Nuovo Messico

  - 704th Test Support Squadron
  -  746th Test Squadron (Central Inertial and GPS Test Facility)
  - 846th Test Squadron (Holloman High Speed Test Track)
  - Detachment 1 - National Radar Cross Section Test Facility
  - Operating Location AA (Directed Energy) - Kirtland Air Force Base, Nuovo Messico
  - Operating Location AC (Aerospace Vehicle Survivability Facility) - Wright-Patterson Air Force Base, Ohio